# Carretera general 3
Die CG 3 (katalanisch carretera general) ist eine Hauptverbindungsstraße in Andorra. Die 21 Kilometer lange Straße verbindet Andorra la Vella mit La Massana, Ordino und dem Skigebiet Arcalis. Sie mündet offiziell bei Kilometer 21 in die CS 380, ist aber bis zum Kilometer 29,5 als CS 3 ausgeschildert.

## Galerie

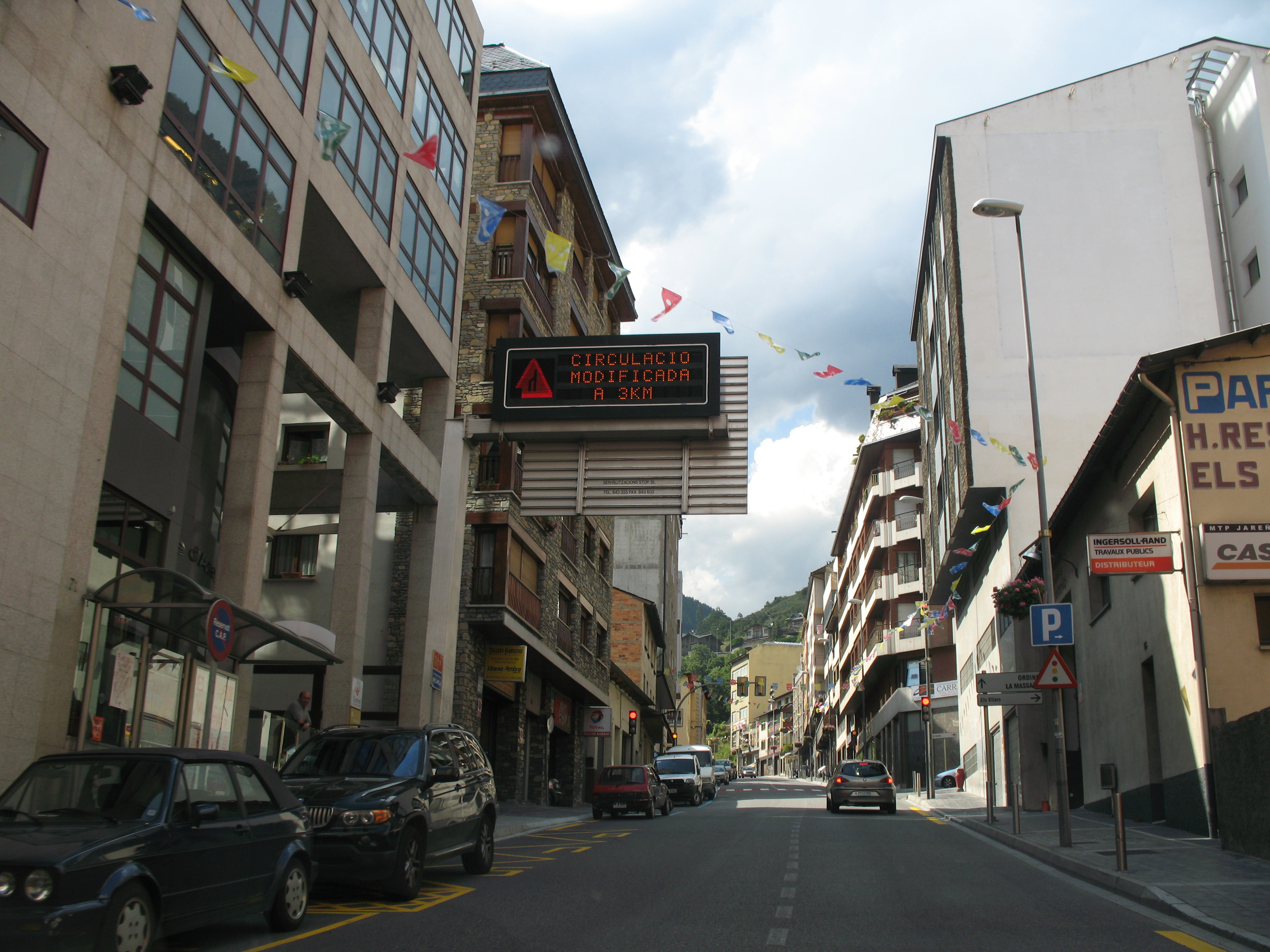
Die CG 3 nahe Andorra la Vella
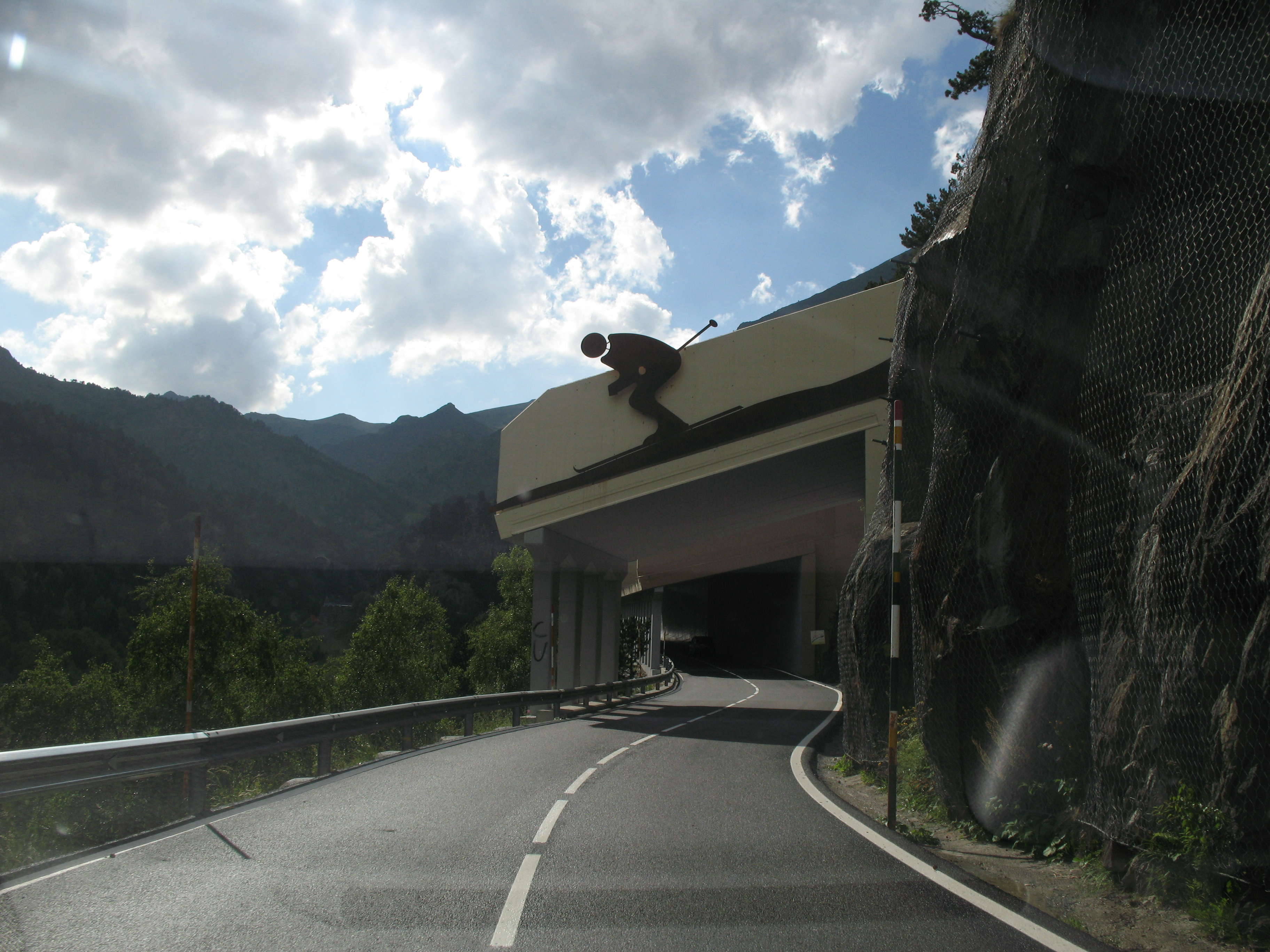
Nach El Serrat
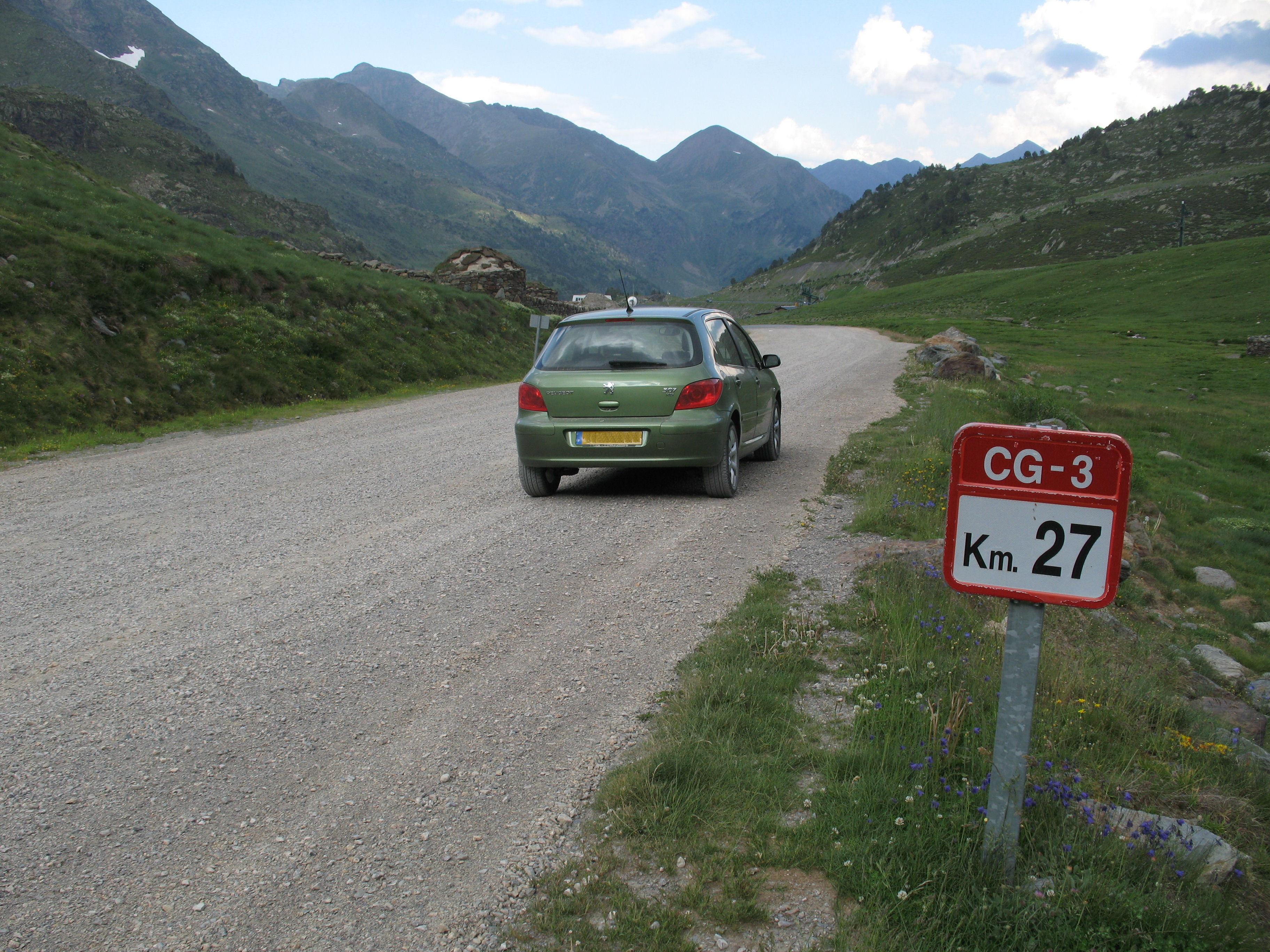
Im Skigebiet Arcalis